# Paral·lel 52° sud
El paral·lel 52° sud és una línia de latitud que es troba a 52 graus sud de la línia equatorial terrestre. Travessa l'oceà Atlàntic, l'Oceà Índic, l'Oceà Pacífic i Amèrica del Sud.
En aquesta latitud el sol és visible durant 16 hores, 44 minuts durant el solstici d'hivern i 7 hores, 44 minuts durant el solstici d'estiu.

## Geografia
En el sistema geodèsic WGS84, al nivell de 52° de latitud sud, un grau de longitud equival a 68,678 km; la longitud total del paral·lel és de 24.724 km, que és aproximadament 61,5% de la de l'equador, del que es troba a 5.763 km i a 4.239 km del pol Sud

## Arreu del món
A partir del Meridià de Greenwich i cap a l'est, el paral·lel 52° sud passa per: 
| Coordenades                              | País. Territori o mar     | Notes                                                 |
| ---------------------------------------- | ------------------------- | ----------------------------------------------------- |
| 52° 0′ S, 0° 0′ E / 52.000°S,0.000°E     | Oceà Atlàntic             |                                                       |
| 52° 0′ S, 20° 0′ E / 52.000°S,20.000°E   | Oceà Índic                |                                                       |
| 52° 0′ S, 147° 0′ E / 52.000°S,147.000°E | Oceà Pacífic              |                                                       |
| 52° 0′ S, 75° 4′ O / 52.000°S,75.067°O   | Xile                      | Arxipèlag Patagó i continent                          |
| 52° 0′ S, 71° 55′ O / 52.000°S,71.917°O  | Frontera Argentina / Xile |                                                       |
| 52° 0′ S, 70° 0′ O / 52.000°S,70.000°O   | Argentina                 |                                                       |
| 52° 0′ S, 68° 42′ O / 52.000°S,68.700°O  | Oceà Atlàntic             |                                                       |
| 52° 0′ S, 60° 57′ O / 52.000°S,60.950°O  | Illes Malvines            | Illa Dyke i Gran Malvina (reclamades per Argentina)   |
| 52° 0′ S, 59° 57′ O / 52.000°S,59.950°O  | Canal Falkland            |                                                       |
| 52° 0′ S, 59° 35′ O / 52.000°S,59.583°O  | Illes Malvines            | Illa Soledad i illa Lively (reclamades per Argentina) |
| 52° 0′ S, 58° 21′ O / 52.000°S,58.350°O  | Oceà Atlàntic             |                                                       |